# Її позолочена клітка
«Її позолочена клітка» (англ. Her Gilded Cage)— американська мелодрама Сема Вуда 1922 року.

## У ролях
- Глорія Суонсон — Сюзанна Орнофф
- Девід Пауелл — Арнольд Пелл
- Гаррісон Форд — Лоуренс Пелл
- Енн Корнуолл — Жаклін Орнофф
- Волтер Хаєрс — Бад Волтер
- Чарльз А. Стівенсон — Гастон Петітфілс